# تجمع ذمورزوم (رماة)

تعديل مصدري - تعديل

تجمع ذمورزوم هي إحدى قرى عزلة رماة بمديرية رماة التابعة لمحافظة حضرموت، بلغ تعداد سكانها 33 نسمة حسب تعداد اليمن لعام 2004.